# لانگنبوگن
لانگنبوگن (به آلمانی: Langenbogen) یک منطقهٔ مسکونی در آلمان است که در Teutschenthal واقع شده‌است.
 لانگنبوگن  ۲٬۶۲۲ نفر جمعیت دارد.